# Phalaenopsis mariae
Phalaenopsis mariae Burb.ex R.Warner & H.Williams, 1883 è una pianta della famiglia delle Orchidacee originaria dell'Asia orientale.

## Descrizione
È un'orchidea di piccola taglia, a comportamento epifita, come tutte le specie del genere Phalaenopsis a crescita monopodiale. Presenta un breve stelo avvolto da embricate basi fogliari che porta foglie distiche, carnose, a forma da oblungo-ligulata a obovato-ligulata, con apici acuti oppure ottusi. La fioritura avviene normalmente dall'estate all'autunno, mediante un'infiorescenza racemosa oppure paniculata che aggetta lateralmente, pendula, lunga in media 35 centimetri, ricoperta di brattee a forma da triangolare a ovata e portante molti fiori. Questi sono grandi da 4 a 5 centimetri, si aprono simultaneamente, sono leggermente profumati e sono di colore bianco maculato di marroncino in petali e sepali (entrambi a forma ovato-lanceolata), mentre il labello è trilobato coi lobi laterali rialzati, di colore da rosa a rosso fucsia e con margini frastagliati.

## Distribuzione e habitat
La specie è originaria dell'Asia orientale, in particolare delle isole Filippine e del Borneo, dove cresce epifita sugli alberi di foreste in ombra densa, ad altitudini di circa 600 metri di quota.

## Coltivazione
Questa pianta è bene coltivata in panieri appesi, su supporto di sughero oppure su felci arboree e richiede in coltura esposizione all'ombra, temendo la luce diretta del sole, e temperature calde nel periodo della fioritura che è consigliabile abbassare nella fase di riposo vegetativo. Nella stagione della fioritura sono anche consigliabili frequenti irrigazioni.